# Сычёво (платформа)
Сычёво — пассажирская железнодорожная платформа Московской железной дороги на неэлектрифицированной однопутной линии Голутвин — Озёры. 
Расположена в деревне Сычёво, вблизи границы города Коломна. Состоит из единственной низкой боковой платформы. Касса отсутствует.
Рядом с платформой находится конечная остановка «Мясокомбинат» трамвайного маршрута №7, следующего в центр Коломны.
Время движения дизель-поезда от станции Голутвин — 18 минут, от станции Озёры — один час.